# Fuga de capitales
El término fuga de capitales, en economía, ocurre cuando activos y/o dinero salen rápidamente de un país, debido a un suceso con implicaciones económicas. Algunos ejemplos serían: el incremento de impuestos sobre el capital o una situación de impago, lo que ocurre cuando un Estado se vuelve incapaz de cumplir con sus obligaciones contractuales de deuda, alterando las expectativas positivas de los inversionistas, debido a la pérdida de la confianza en su solidez económica y en el valor de sus activos. 
El resultado es la disminución o desaparición de la riqueza, y normalmente va de la mano con una fuerte caída en el tipo de cambio del país afectado —depreciación en un modelo de libre fluctuación, o una devaluación en una economía con un tipo de cambio fijo—.
El daño es mucho mayor si el capital pertenece a las personas del país afectado, no solo sufren de la falta de confianza en la economía y en la devaluación de su moneda, sino que después del suceso probablemente muchos bienes hayan perdido una gran parte de su valor (valor real contra valor nominal). Esto lleva a una caída dramática en el poder de compra del país y hace muy caro importar bienes.

## Discusión

### Marco legal
La fuga de capitales, dependiendo de la ley de cada país, puede ser legal o ilegal. En el caso de la fuga de capitales bajo el marco de la ley, se registran, las ganancias, dividendos, etc. de la entidad o individuo que hace la transferencia. Normalmente el capital termina regresando a su país de origen en estos casos, sin embargo en una fuga de capitales ilegal o flujo financiero ilícito no sucede lo mismo, ya que la intención es desaparecer el registro del capital, estos casos se presentan en actividades ilícitas como el lavado de dinero. 

### Fuga de capitales dentro de un país
La fuga de capitales también se usa para referirse al movimiento de riqueza y activos de una ciudad o región a otra, dentro del mismo país. Después del apartheid las ciudades sudafricanas fueron un claro ejemplo de este fenómeno. Nigeria sufrió de un abandono de negocios que prefirieron los suburbios de la parte norte del país. Otro ejemplo muy parecido ocurrió a mediados del siglo veinte en Estados Unidos, donde el capital salió de las grandes ciudades hacia los suburbios.  

## Ejemplos

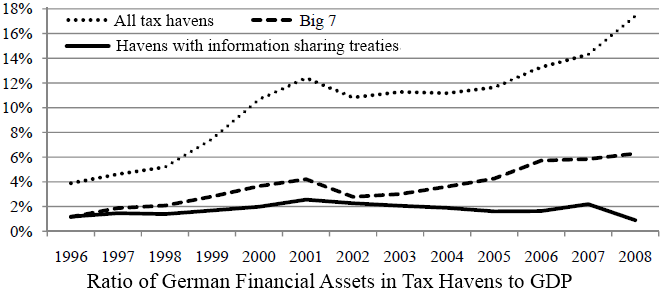
Proporción de los activos alemanes en paraísos fiscales contra el PIB de Alemania. Los "7 Grandes" paraísos mostrados son Hong Kong, Irlanda, Líbano, Liberia, Panamá, Singapur, y Suiza.

En 1995, el Fondo Monetario Internacional (FMI) estimó que la fuga de capitales equivalía a casi la mitad de la deuda extranjera de los países más endeudados del mundo. 
Este fenómeno fue visto en muchos mercados de Asia y América Latina en la década de los 90's. La crisis económica argentina del 2001 se debió en gran parte a la fuga de capitales. Hubo un gran miedo de que Argentina cayera en una situación de default, situación que empeoró ya que el país tenía un tipo de cambio fijo, que era muy bajo gracias a la gran cantidad de reservas. Otro evento parecido tomó lugar en Venezuela en la década de los 80's, cuando el equivalente a la ganancia exportadora de un año salió debido a una fuga ilegal de capitales.
En el último cuarto del siglo veinte, se pudo observar la fuga de capitales en países que ofrecía una tasa de interés real baja o negativa. (Algunos casos como Rusia y Argentina) hasta países que ofrecían una tasa de interés real mayor (como China).
Un artículo en The Washington Post expuso la fuga de capital privado en Francia debido al impuesto sobre el patrimonio del país. En el mismo artículo podemos encontrar la siguiente declaración, "Eric Pinchet, autor de diversas teorías sobre la recaudación de impuestos, calcula que la ganancia del impuesto sobre el patrimonio es alrededor $2.6 mil millones de dólares al año para el gobierno, sin embargo le ha costado más de $125 mil millones por culpa de la fuga de capitales desde 1998."
En 2008 una publicación por Global Financial Integrity estimaba que la fuga de capitales de los países en vías de desarrollo "equivalía a una suma entre $850 mil millones a $1 billón de dólares por año".
En 2009 un artículo en The Times reportaba que varios cientos de empresarios acaudalados y emprendedores habían decidido abandonar Reino Unido a causa del incremento de impuestos, por lo tanto se vieron obligados a buscar otras locaciones con impuestos más bajos como:Jersey, Guernsey, Isla de Man, y las Islas Vírgenes Británicas.
En mayo de 2012 en Grecia la fuga de capitales debido a las Elecciones parlamentarias de Grecia de mayo de 2012 fue de aproximadamente €4 mil millones por semana, y más tarde ese mes el banco de España reveló que hubo una fuga de €97 mil millones de la economía de España durante el primer cuarto del  2012.